# Världsmästerskapen i nordisk skidsport 1927
Världsmästerskapen i nordisk skidsport 1927 ägde rum i Cortina d'Ampezzo i Italien mellan 2 och 5  februari 1927. Nyhet denna gång var att 18 kilometer klassiskt var tillbaka på programmet. Norge deltog inte i dessa mästerskap.

## Längdskidåkning herrar

### 18 kilometer
3 februari 1927
| Medalj | Tävlande                         | Tid     |
| Guld   | John Lindgren, Sverige           | 1:23.55 |
| Silver | František Donth, Tjeckoslovakien | 1:29.42 |
| Brons  | Viktor Schneider, Tyskland       | 1:30.47 |

### 50 kilometer
5 februari 1927
| Medalj | Tävlande                         | Tid     |
| Guld   | John Lindgren, Sverige           | 4:11.52 |
| Silver | John Wikström, Sverige           | 4:29.52 |
| Brons  | František Donth, Tjeckoslovakien | 4:34.54 |

## Nordisk kombination

### Individuellt (backhoppning + 18 kilometer längdskidåkning)
2 februari 1927
| Medalj | Tävlande                         | Poäng  |
| Guld   | Rudolf Burkert, Tjeckoslovakien  | 17,947 |
| Silver | Otakar Německý, Tjeckoslovakien  | 17,645 |
| Brons  | František Wende, Tjeckoslovakien | 17,489 |

## Backhoppning

### Stora backen
2 februari 1927
| Medalj | Tävlande                     | Poäng  |
| Guld   | Tore Edman, Sverige          | 18,420 |
| Silver | Willen Dick, Tjeckoslovakien | 17,562 |
| Brons  | Bertil Carlsson, Sverige     | 17,433 |

## Medaljligan
| Placering | Nation          | Guld | Silver | Brons | Totalt |
| --------- | --------------- | ---- | ------ | ----- | ------ |
| 1         | Sverige         | 3    | 1      | 1     | 5      |
| 2         | Tjeckoslovakien | 1    | 3      | 2     | 6      |
| 3         | Tyskland        | 0    | 0      | 1     | 1      |